# Maxim Jacobsen
Maxim Jacobsen (* 26. Juni 1887 in Mitau in Lettland, Russisches Kaiserreich; † 1973) war ein lettischer Violinist und Violinlehrer.

## Jugend und Ausbildung
Maxim Jacobsen wuchs in Riga auf. Sein Vater war ein wohlhabender Kaufmann. Jacobsen war ein orthodoxer Jude und diente in der Synagoge. Als er zwölf Jahre alt war, hörte er sein erstes Geigenkonzert mit dem Virtuosen Bronisław Huberman. Er war tief beeindruckt und beschloss, selbst Violinist zu werden. Es gab Widerstand von seinem Vater und er erhielt keine finanzielle Unterstützung für seine Ausbildung. Erst nachdem er sein Studium bei renommierten Künstlern in Sankt Petersburg und Berlin absolviert hatte, änderte sich die Meinung seines Vaters. Das war 1922, als dieser bereits sein Vermögen durch die Russische Revolution verloren hatte.

## Der Pädagoge
In Berlin hatte Jacobsen eine große Anzahl privater Studenten und war Leiter der Zweigstelle Kaiseralle des Stern’schen Konservatoriums. Er heiratete im Sommer 1919, und seine erste Tochter wurde geboren. 1932 trennten sich die Eheleute. 1925 wurde sein und Margarete Vogelsangs Sohn Hans-Adolf Jacobsen in Berlin geboren.
Bereits in den frühen 1930er Jahren begannen die Diskriminierungen der Juden und Jacobsen, als freischaffender Musiker, litt sehr darunter. Er ging nach Italien und erhielt von Mussolini die Ausnahmegenehmigung, eine Musikschule in Mailand, die „Scuola Superiore di Musica“, zu eröffnen. Er wurde der Violinlehrer des Diktators.
Als die Rassendiskriminierung in Italien ebenfalls zunahm, gab Jacobsen seine Schule auf und ging nach Brüssel. Er bewarb sich um die Position des Violinlehrers der Königin Elisabeth von Belgien. Die Königin nahm täglich zwei Stunden Unterricht, und die jungen Prinzen wurden ebenfalls seine Schüler. Als die Deutschen in Belgien einmarschierten, riet sie ihm zur Flucht. Wieder musste er alles aufgeben. Mit Papieren ausgestattet, floh er in den Süden Frankreichs, wo er interniert wurde. Sein lettischer Pass konnte wegen des Krieges nicht verlängert werden, und er galt damit als staatenlos. Er erhielt die Erlaubnis, nach Portugal zu emigrieren. Als er ein Angebot aus Boston erhielt, wurde er an Bord des Schiffes gestoppt, weil sein Sohn und seine Tochter in Brüssel für die Deutschen tätig waren. 
In Portugal arbeitete er im Orchester des Radiosender Emissora Nacional. Des Weiteren verbrachte er mehrere Monate im Jahr in London, um zu unterrichten. In Portugal heiratete er eine Apothekerwitwe. Jacobsen hielt außerdem Meisterkurse in Neuseeland ab. Bis ins 86. Lebensjahr war Jacobsen in der Lage, sich selbst zu versorgen, obwohl er keine Rente bekam. Als „Härtefall“ erhielt er aus Deutschland eine kleine Pension.

## Leistungen
Als Solist gelang ihm nicht der große Durchbruch, aber Jacobsen war einer der besten Violinlehrer seiner Zeit. Seine Paraphrasen über Kreutzer- und über Kayser-Etüden galten unter Fachleuten wie Carl Flesch, Fritz Kreisler, Otakar Ševčík und Walther Davisson als pädagogisch meisterliche Studienwerke.

## Schriften (Auswahl)

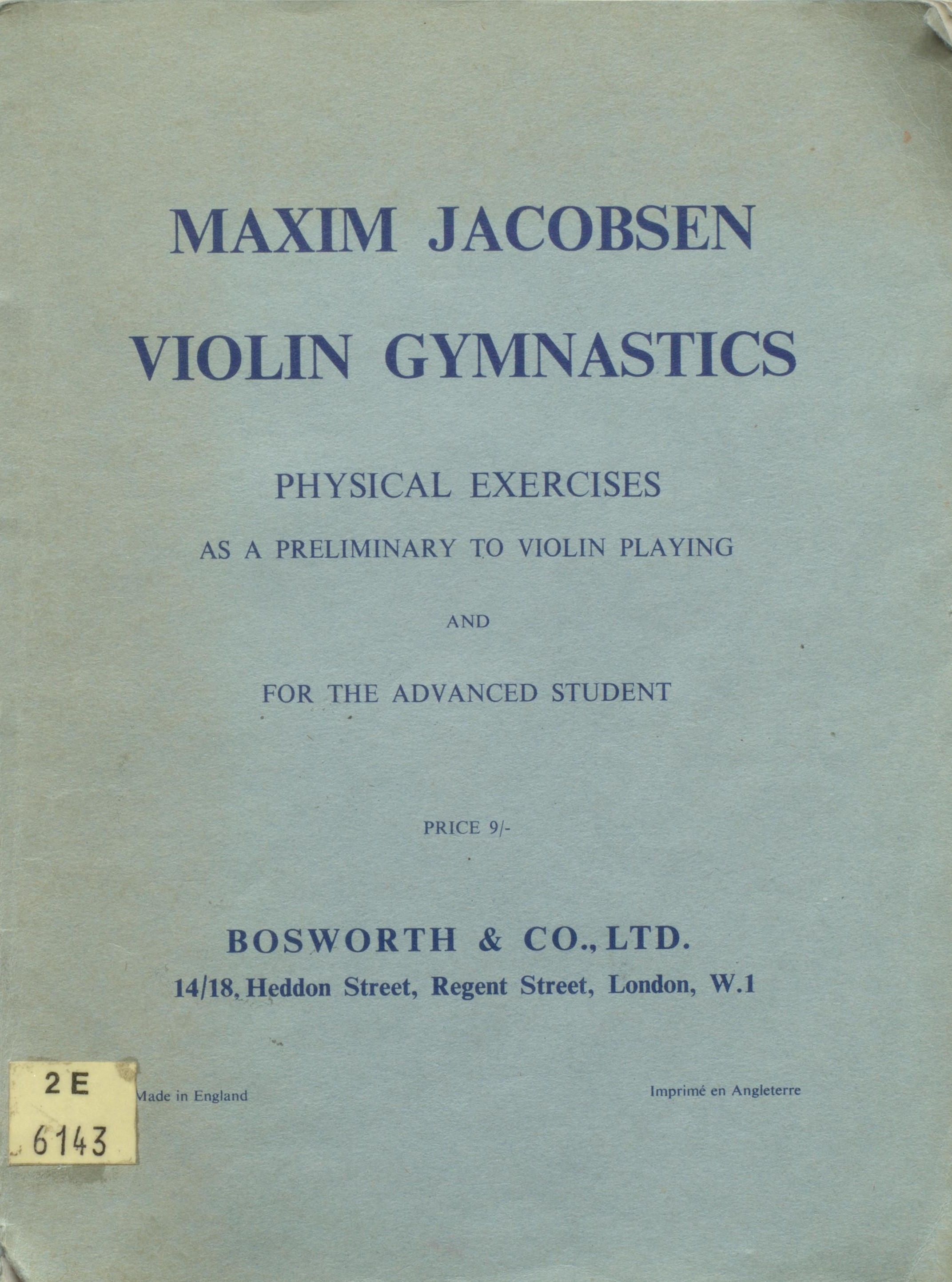
Violin gymnastics (1960)

- 100 kleine technische Paraphrasen über Kayser-Etüden, Musikverlag Zimmermann, Leipzig 1931
- 25 tägliche Konzentrations-Übungen für den Violinisten, Musikverlag Zimmermann, Leipzig 1930
- 100 Technische Paraphrasen über Kreutzer-Etüden, Musikverlag Zimmermann, Leipzig 1929–1931
- Violin gymnastics : physical exercises as a preliminary to violin playing and for the advanced student. London : Bosworth, 1960